# Tepito (métro de Mexico)
Tepito est une station de la Ligne B du métro de Mexico, dans la délégation Cuauhtémoc.

## La station
La station ouverte en 1999, prend le nom du quartier où elle se trouve. Son emblème est celui adopté pour la boxe aux Jeux olympiques d'été de 1968 : en effet, c'est dans le quartier de Tepito que sont nés de nombreux lutteurs mexicains populaires, comme Ruben Olivares "El Púas" et Octavio "El Famoso" Gomez, entre autres.